# Museu de l'Electricitat de Lisboa
El Museu de l'Electricitat (o Museu da Electricidade en portuguès) és un centre de cultura on es combina la monumentalitat de l'edifici, un museu de Ciència viva, un museu d'Arqueologia Industrial, i un espai dedicat a la realització d'exposicions temporals i altres esdeveniments culturals.
Està situat a una de les zones més monumentals de Lisboa, el Barri de Belém, junt al Monestir dels Jerònims, la Torre de Belém, el Monument als Descobriments, el Centre Cultural de Belém o el Museu Nacional dels Coches, a l'interior d'un edifici protegit anomenat Central Tejo, l'antiga central termoelèctrica que va il·luminar la ciutat.
La seua obertura com a museu es va produir en 1990, si bé en 2006 va reobrir les seues portes després d'una gran restauració i un canvi en el discurs museològic. Avui, pel seu aspecte cultural i multidisciplinari, el visitant pot observar una gran quantitat d'esdeveniments; des de l'exposició permanent, on es conserva la major part de la maquinària original de l'antiga Central Tejo, fins exposicions temporals de gran diversitat: fotografia, ciència, pintura…, passant per una sala de diversió amb jocs, mostres d'energia solar a l'exterior, teatre, concerts, etc.
Un museu que no deixarà indiferent al visitant i apte per a tots els públics, des de xiquets i majors, estudiants, universitaris fins a professors especialitzats en física.
El Museu da Electricidade és propietat de la Fundação EDP, immersa dintre de l'empresa EDP (Energies de Portugal).

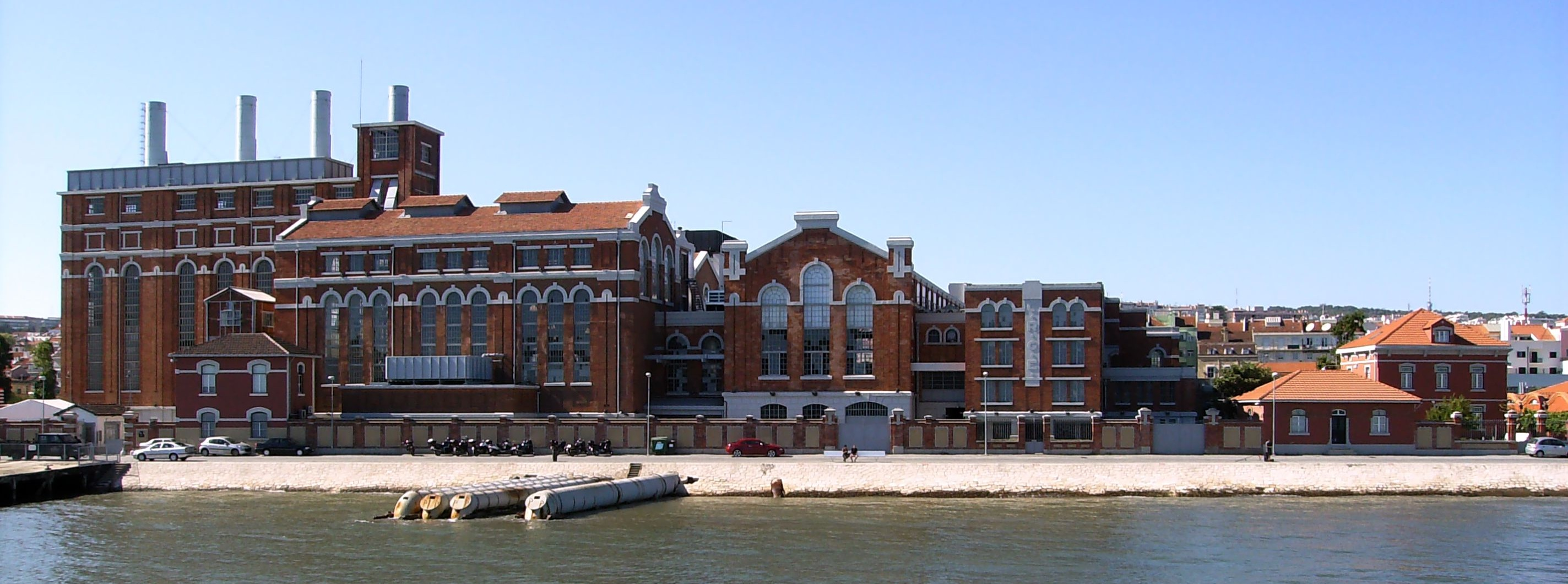
Vista del Museu da Electricidade des del Tajo

## Arquitectura

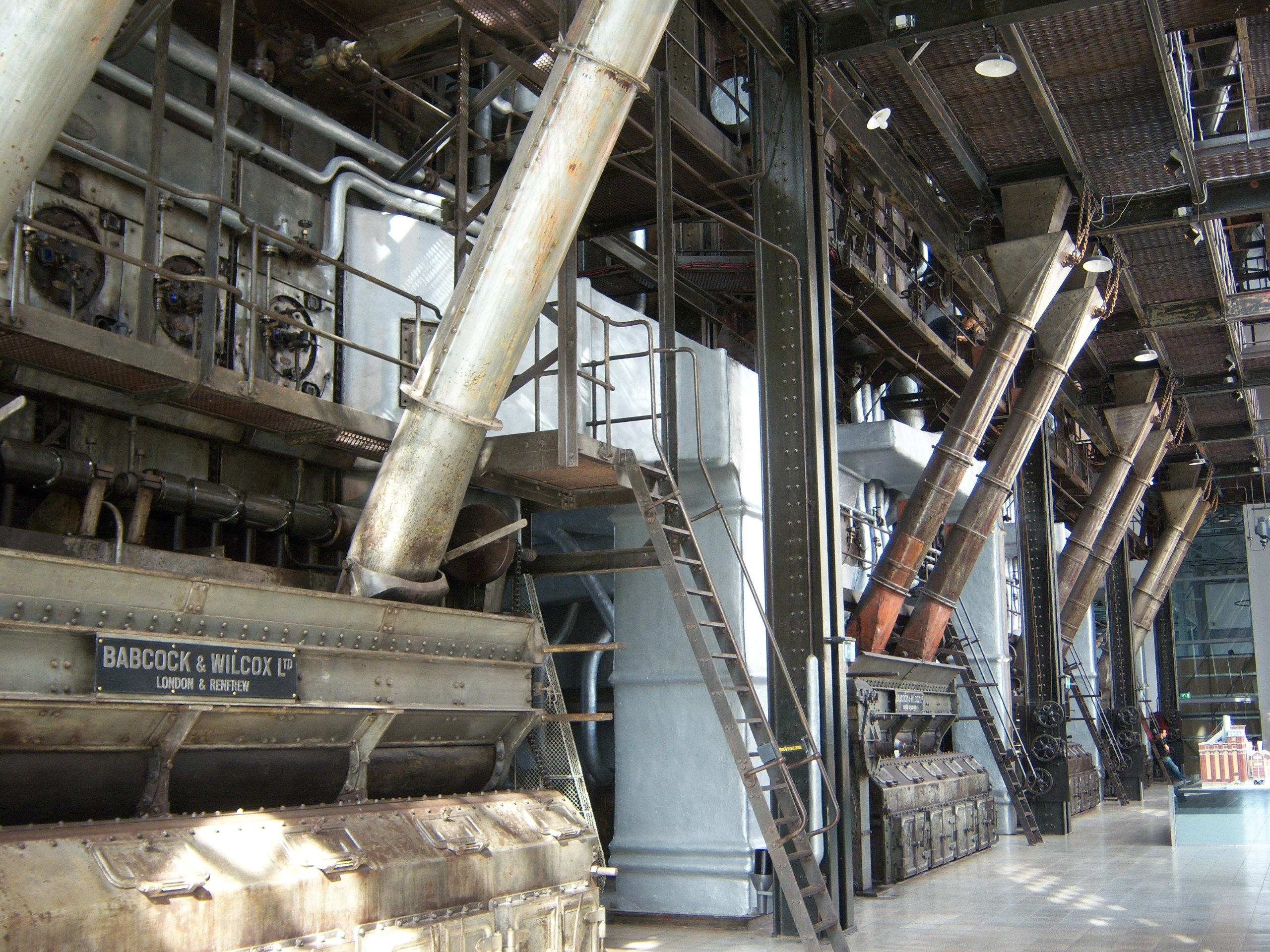
Sala de les Calderes

El conjunt de la Central Tejo és una antiga central termoelèctrica que va abastir d'electricitat a Lisboa i la seua regió. Es tracta d'un edifici únic en el panorama arquitectònic de la ciutat i uns dels seus més bells exemples d'arquitectura industrial de la primera meitat de segle XX en Portugal; per aquesta raó, en 1986, hi hagué un decret governament per a la seua declaració com a bé protegit.
La Central Tejo va ser construïda entre 1908 i 1951 tenint diverses fases d'ampliació i transformació. La seua estructura està realitzada en arquitectura del ferro amb revestiment de maons, els quals configuren i decoren les façanes en estils artístics que abracen des del modernisme, als seus cossos més antics (edificis de baixa pressió), fins al classicisme en els més contemporanis (edifici d'alta pressió). Amb l'adquisició de diversos terrenys i edificis adjacents, aliens als de la mateixa central, hui en dia és un gran conjunt industrial amb fins culturals de diversos camps a la vora del riu Tajo.
Degut al seu estat de conservació, entre 2001 i 2005, el museu va ser restaurat per consolidar la seua estructura, netejar les façanes i interior, i canviar el discurs museològic a tal com avui és visible.

## Visita Virtual
Tot comença a l'anomenada Plaça del Carbó, centre neuràlgic del museu, lloc d'acolliment de visitants i espai d'exposicions i esdeveniments. Antigament, era el lloc on, des del riu, es descarregava manualment grans tones de carbó per al subministrament de les calderes. En la mateixa plaça es poden contemplar grans sitges i sinfins que homogeneïtzaven i conduïen el carbó fins a la part superior de l'edifici de calderes d'Alta Pressió.
L'entrada al conjunt industrial es realitza per la Sala d'Exposicions, l'antic Edifici de Calderes de Baixa Pressió, actualment un espai diàfan on es desenvolupen exposicions temporals i on, encara avui, es poden observar conductes d'expansió del vapor i les sitges de carbó per a les antigues calderes ja desaparegudes.
Des d'aquí, s'accedeix a la Sala de les Calderes, l'antic Edifici de Calderes d'Alta Pressió; un gran espai on s'ho troben les quatre grans calderes d'uns trenta metres d'altura, les taules de control d'aquestes, els circuits d'aire i combustible, ventiladores, etc.
Destaca la caldera número 15, la qual va ser musealitzada, on es pot accedir al seu interior i descobrir la seua estructura interna (tapet transportador de carbó, parets Bailey, cremadors de nafta, tubs d'escalfament, etc.). A més de les calderes, en aquest gran espai es mostra la història constructiva de la central i un primer apropament a les condicions laborals dels treballadors.

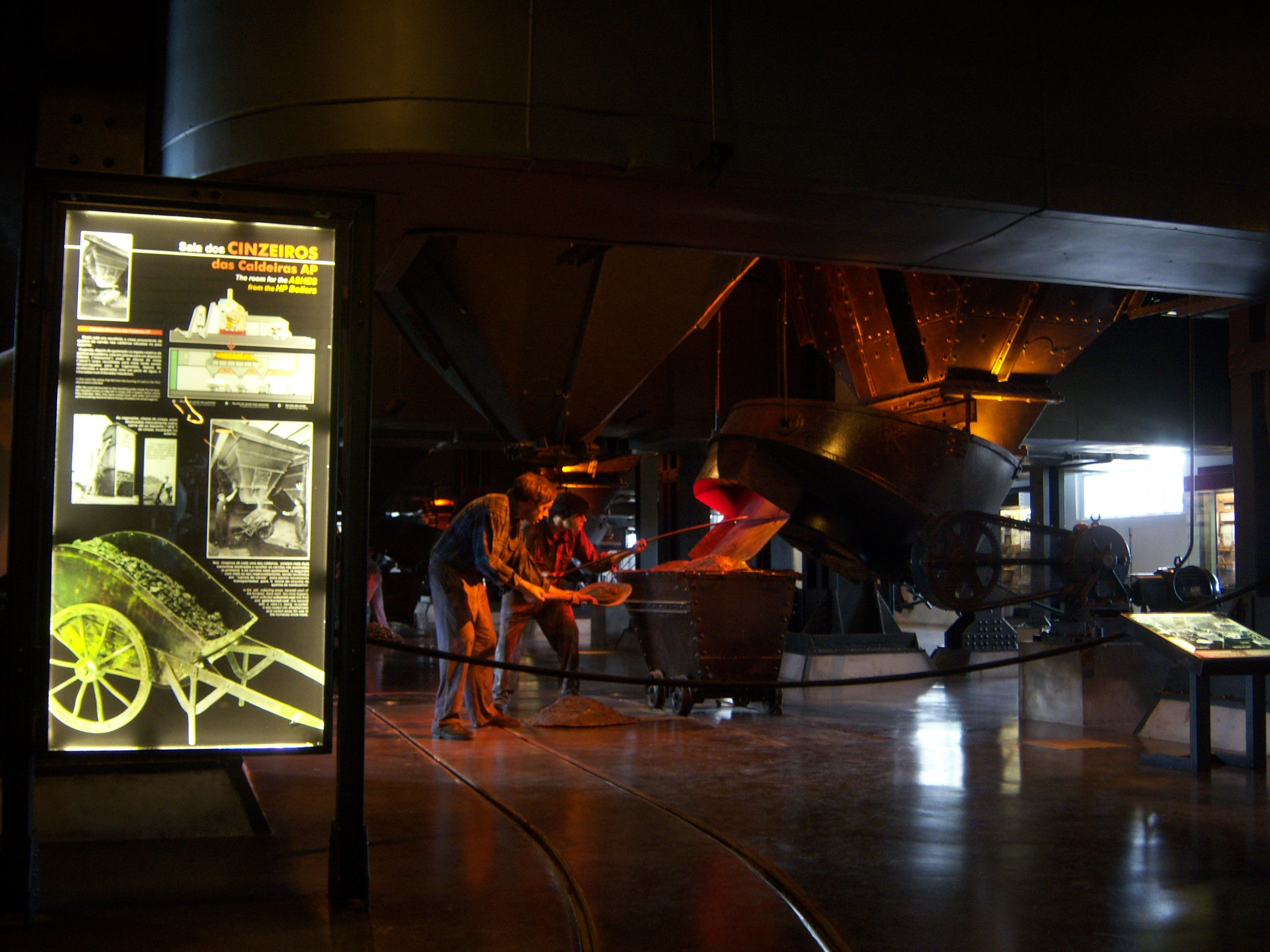
Vista de la Sala dels Cinzeiros de les Calderes d'Alta Pressió

Sota les calderes, al pis inferior, es troba la Sala dels Cinzeiros (cendrers), és a dir, la zona on es recollien les cendres del carbó, cremades i no cremades. El recorregut es deté per a continuar parlant de les condicions laborals dels treballadors aquí situats, les més dures pel calor existent i la respiració de cendres de carbó. A més, també es mostren els treballs de forja, fusteria o el transport, qualitat i origen del carbó.
Seguint amb la visita, després dels cinzeiros s'accedeix a la Sala d'Experimentar, la qual està dividida en tres seccions, una dedicada a les energies (tant renovables com fòssils), altra a l'evolució de l'electricitat a través dels inventors més destacats i els seus invents, i, una tercera zona amb jocs per experimentar. Es tracta d'un espai de diversió i aprenentatge, mostrat al final de la visita guiada perquè, així, petits i grans puguen treure tota la seua energia i coneixements adquirits a través del joc.
Sortint de “l'experimentació” s'hi troba la Sala d'Aigües. En aquest espai i al següent, la Sala de Màquines, el discurs museogràfic s'ha modificat conforme al de les calderes. Aquí, la gran quantitat de tubs que discorren entre les màquines, per la paret i pel sostre, són de colors; i cada calor té la seua correspondència al tipus de material que discorria per allí: vapor sec, vapor humit, aigua, etc.
En aquesta Sala d'Aigües es mostra el procés de tractament de l'aigua per a ser usada, posteriorment, en les calderes. Per tant, les màquines del seu interior corresponen a aquest fi i són electrobombes, depuradores, filtres o destil·ladores dels anys '40 de segle xx.
Just al costat de les Aigües, hi ha la Sala dels Condensadors que, com el seu nom indica, es transformava el vapor ja utilitzar novament en aigua. Aquí es troben els condensadors, disjuntors, refrigeradors del vapor i els tubs de drenatge conduïts des del riu Tajo per abastir les màquines amb aigua freda. A més, a la part posterior de la sala, es troben els disjuntors dels grups generadors i, junt a d'ells, l'exposició permanent anomenada Rostres de la Central Tejo, un homenatge als treballadors de la central a través de fotografies i audiovisuals que mostren la seua activitat i condicions laborals.
Al pis superior dels condensadors se situa la Sala dels Generadors, l'espai on s'exposen dos dels cinc turboalternadors de què disposava la central. Un d'ella ha estat musealitzat obrint la seua estructura per mostrar el seu funcionament intern, és a dir, per descobrir la generació de l'energia elèctrica.
Finalment, sobre una petita golfa, està la Sala de Comandaments; el lloc on es controlaven els generadors així com la subestació i la respectiva distribució d'electricitat cap a la xarxa elèctrica alimentada per la central. Avui és una altra zona d'experimentar on els guies mostren la història de l'electricitat a través d'exemples pràctics i casolans, com una pila realitzada amb llimes, el funcionament de les energies renovables, o la simplificació del procés productiu de la mateixa central amb una ampolla de butano i una olla de pressió.

## Col·lecció
La Col·lecció del Museu da Electricidade no es resumeix tan sols a la part expositiva i visible del museu sinó que, a més, compta amb un gran dipòsit. La prioritat s'ha basat en la recuperació dels elements expositius, a través de la seua restauració i conservació, i en l'adquisició i inventariat de noves peces, mitjançant la localització en instal·lacions arreu del país, i donacions de particulars, amb la fi de preservar-les i conservar-les.
Així, en aquestos moments la col·lecció del museu compta amb una gran quantitat de béns mobles exposats, com calderes, turboalternadors o condensadors de les dècades de 1930-'50, i de béns en dipòsit, com peces i equipaments que abracen des de finals de segle xix fins a l'actualitat. Ha de destacar-se la col·lecció d'electrodomèstics, màquines elèctriques, motlles d'il·luminació pública en fusta i ferro, equipaments de laboratori, elements lumínics quotidians, vàlvules, maquetes, etc.

## Centre de Documentació
El Centre de Documentació del Museu da Electricidade té com a finalitat el ser un centre especialitzat en l'estudi i el coneixement de l'energia i, especialment, de l'electricitat.
Els seus fons abracen prop de 60.000 toms d'arxius de diversos formats (documents, plànols, llibres, vídeos, etc.), que abracen des de 1848 fins als nostres dies, més de 90.000 fotografies i 15.000 llibres aproximadament, la majoria especialitzats en electricitat (en tots els seus aspectes: tècnics, constructius, econòmics, històrics o socials), però també existint volums monogràfics sobre patrimoni i arqueologia industrial, museologia, temes de cultura generals, enciclopèdies o publicacions periòdiques.
A més, el centre té una política d'identificació i incorporació de documentació, els quals poden ser consultats en internet o en el mateix centre, així com la difusió i publicació de monografies sobre la història de l'electricitat en Portugal.

## Activitats
Al llarg de l'any es realitzen una gran quantitat d'activitats dintre del Museu da Electricidade, tant al seu interior com a l'exterior, tals com exposicions temporals, el Mes de Ciència, concerts, conferències, etc.
En aquest sentit, la plaça del carbó no es manifesta tan sols en donar la benvinguda als visitants del museu sinó que, realment, es converteix en una sala a cel obert on es desenvolupen tota classe d'esdeveniments d'unes diversitats apassionants.

### Mês da Ciência
Durant el mes de maig a la plaça del carbó es realitza el Mes de la Ciència, unes jornades que integren diverses activitats. Encara que la majoria d'elles ja es realitzaven anteriorment, la seua primera edició com a jornades anuals va ser en 2009. Els esdeveniments dintre del Mês da Ciência són: les Olimpíades de Física, la Mostra Nacional de la Ciència (Mostra da Ciência), la Festa dels Xiquets (Festa da Criança), el Festival Solar i el Rali Solar. Exceptuant les Olimpíades de Física, totes les activitats han estat promogudes pel Museu de l'Electricitat.

## Informació

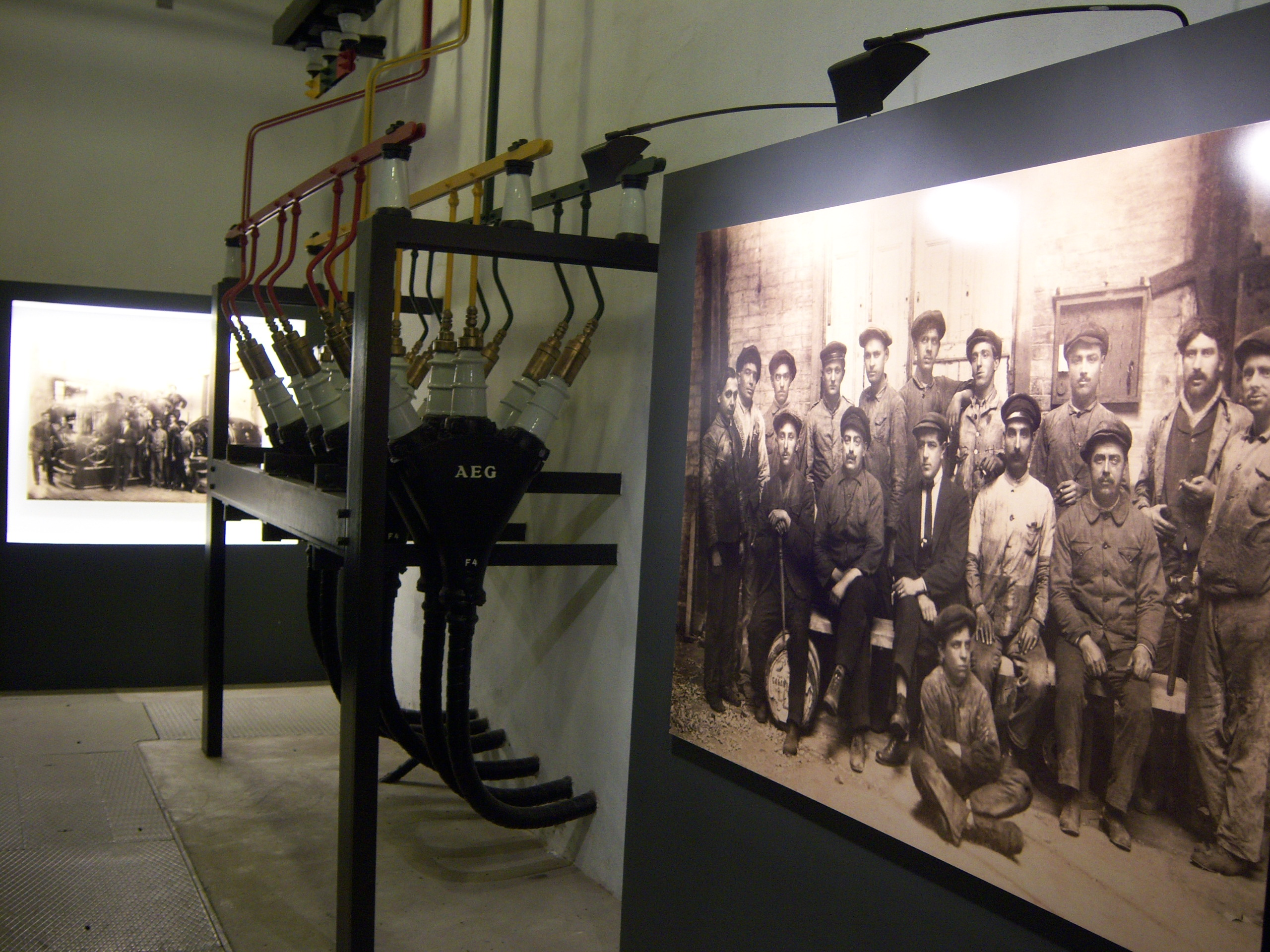
Sala dels Condensadors. Detall dels disjuntors i l'exposició: Rostres de la Central Tejo

### Direcció
Av. de Brasília, Central Tejo.
1300-598 Lisboa
- Telèfons. General: +351 21 002 81 09 / 30 – Recepció: +351 21 002 81 90
- Fax: 21 002 81 04
- E-mail: museudaelectricidade@edp.pt

### Horari
Obert de Dimarts a Diumenge de 10:00 a 18:00h.
Dissabtes fins a les 20:00h
Dies anuals tancats: Dilluns, 1 de gener, 1 de maig i 25 de desembre.

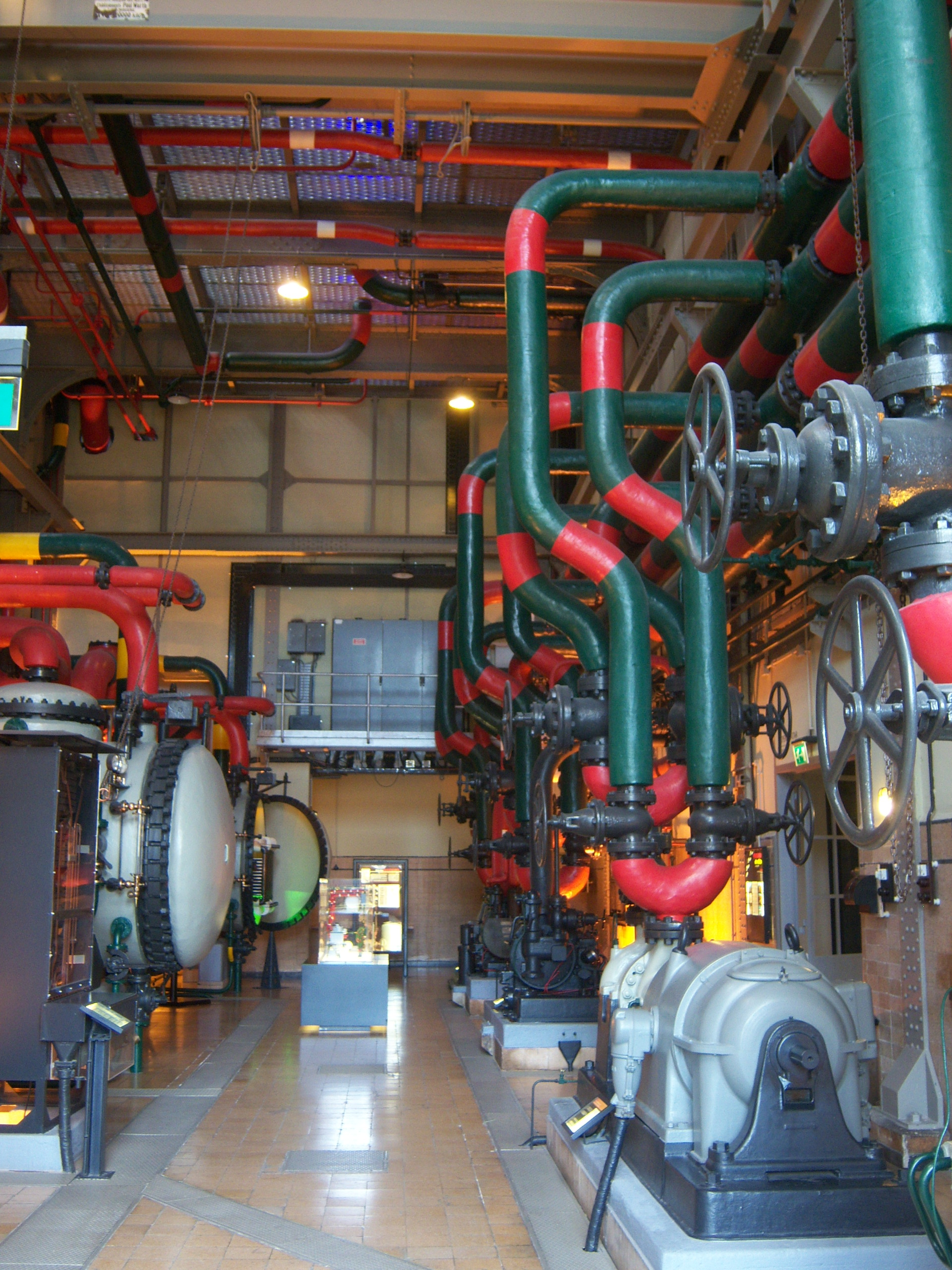
Vista de la Sala d'Aigües

El Museu és gratuït.

### Visites Guiades
El Museu da Electricidade ofereix visites guiades dinàmiques i pedagògiques per arribar a comprendre amb major detall la creació de l'electricitat en una central termoelèctrica. A més, les visites enllacen amb fonts d'energia renovables i amb experiments casolans i senzills sobre la producció elèctrica.
Les visites poden ser programades per a grups, tots els dies, o realitzar-se sense previ avís, els caps de setmana, per als visitants eventuals.
Reserves para grups: +351 21 002 82 42 / +351 21 002 81 05.
Sense Reserva
Dissabtes i Diumenges a les 10:30, 12:00, 15:00 i 16:30h.
Inscripcions i Punt d'Encontre en Recepció.
Duració: Entre 1 hora i hora i mitja aproximadament.

### Transports
- Tramvia: 15
- Autobús: 28 – 714 – 717 – 729 – 751
- Tren: Cais do Sodré – Cascais (Estació de Belém)
- Vaixell: Trafaria – Belém i Cacilhas – Belém